# Pokémon Mundo megamisterioso
Pokémon Mundo megamisterioso (ポケモン超不思議のダンジョン Pokémon Chō Fushigi no Danjon?) es un videojuego roguelike parte de la serie de videojuegos Pokémon Mundo Misterioso desarrollado por Spike Chunsoft y publicado por The Pokémon Company y Nintendo para la consola portátil Nintendo 3DS. 
Como en sus predecesores, los jugadores controlan un humano que ha despertado como un Pokémon en un mundo habitado enteramente por estas criaturas, y debe viajar a través de mazmorras, completar misiones y combatir enemigos. El juego fue lanzado en Japón el 17 de septiembre de 2015, en Norteamérica el 20 de noviembre de 2015, en Europa el 19 de febrero de 2016, y en Australia el 20 de febrero de 2016.

## Jugabilidad
Como su predecesor, Pokémon Mundo megamisterioso es un videojuego RPG de exploración de mazmorras al estilo roguelike con personajes y ambientes en 3D. Los jugadores asumen el rol de uno de 20 Pokémon (que incluye a todos los 18 Pokémon iniciales de las seis generaciones principales, junto con Pikachu y Riolu), y deben elegir un compañero de entre los mismos 20 Pokémon, que los acompañará en su viaje a través de mazmorras generadas al azar continuamente, habitadas con enemigos y trampas, mientras también deben intentar detener una crisis mayor y salvar el mundo Pokémon. El videojuego cuenta con todos los 720 Pokémon lanzados al momento del lanzamiento.

## Desarrollo
En abril de 2015, los editores de la revista Famitsu DS + Wii declararon que se revelaría un nuevo videojuego de Pokémon al mes siguiente, y que más detalles llegarían en un próximo número. Pokémon Mundo megamisterioso fue anunciado oficialmente por The Pokémon Company y Nintendo a través de un comunicado de prensa el 21 de mayo, confirmando el lanzamiento del videojuego para finales de 2015 en Japón y Norteamérica, y principios de 2016 en Europa. Al igual que las entregas anteriores en la subserie Mundo misterioso, el videojuego está desarrollado por Spike Chunsoft. Los primeros vídeos de jugabilidad se exhibieron por primera vez en una transmisión de Nintendo Direct el 31 de mayo de 2015, junto con una fecha final de lanzamiento en Japón.

## Recepción

### Crítica
Pokémon Mundo megamisterioso tiene una puntuación de 69/100 en el sitio web del agregador de reseñas Metacritic, lo que indica críticas mixtas o promedio. Los críticos elogiaron la historia, las nuevas mecánicas y la inclusión de todos los 720 Pokémon, pero criticaron la repetición del combate y la jugabilidad en general. La revista japonesa de videojuegos Famitsu le dio al videojuego un puntaje de 36/40 en su reseña cruzada, y los cuatro críticos individuales le dieron un puntaje de 9. Destructoid lo llamó una "entrega sólida en la franquicia Pokémon", elogiando sus "toneladas de opciones de personalización" y "gran lista de posibles aliados y movimientos". Game Informer sintió que el videojuego era una mejora con respecto a las entregas anteriores de la serie Mundo misterioso, y tenía un "sentido del humor mejor y más centrado", pero que todavía tenía problemas como el combate excesivamente simplista y la jugabilidad repetitiva, declarando que «palidece en comparación con las entregas centrales de juegos de rol». Mitch Vogel de Nintendo Life también lo encontró "tedioso", explicando que «la repetición que está presente en casi todos los aspectos hace que un juego a veces parezca una tarea difícil en lugar de una forma de entretenimiento». Sin embargo, el editor finalmente consideró que sería un videojuego para jugadores a los que no les importa enfrentarse a escenarios y batallas recurrentes, afirmando que «si tienes la perseverancia para soportarlo el tiempo suficiente, verás que vale la pena en a largo plazo».

### Ventas
Fue el videojuego más vendido en Japón durante su semana de estreno, con 151 823 copias vendidas, y vendió un total de aproximadamente 295 598 copias en la región a finales de 2015. Hasta marzo de 2016, vendió aproximadamente 1,22 millones de copias a nivel mundial.